# 플루오린화 암모늄
플루오린화 암모늄(Ammonium fluoride, NH4F)은 플루오린화 수소산과 암모니아의 염이다. 작고 무색의 프리즘 형태의 결정으로 존재하며 강력한 짠 맛을 지녔으며 높은 수용성을 가지고 있다.